# Viszonyszám
Előfordulhat, hogy az egyes adatokat nincs mihez viszonyítani, önmagukban nehéz őket értelmezni. Ezért az eredeti adatokból olyan új adatokat (mérőszámokat) lehet számítani, melyek segítik az összehasonlítást. Ezeket a számokat viszonyszámoknak nevezzük.
A viszonyszám két – valamilyen szempontból összetartozó – adat hányadosa.
Legfontosabb fajtái: megoszlási, intenzitási, összehasonlítási viszonyszám.